# Humppa

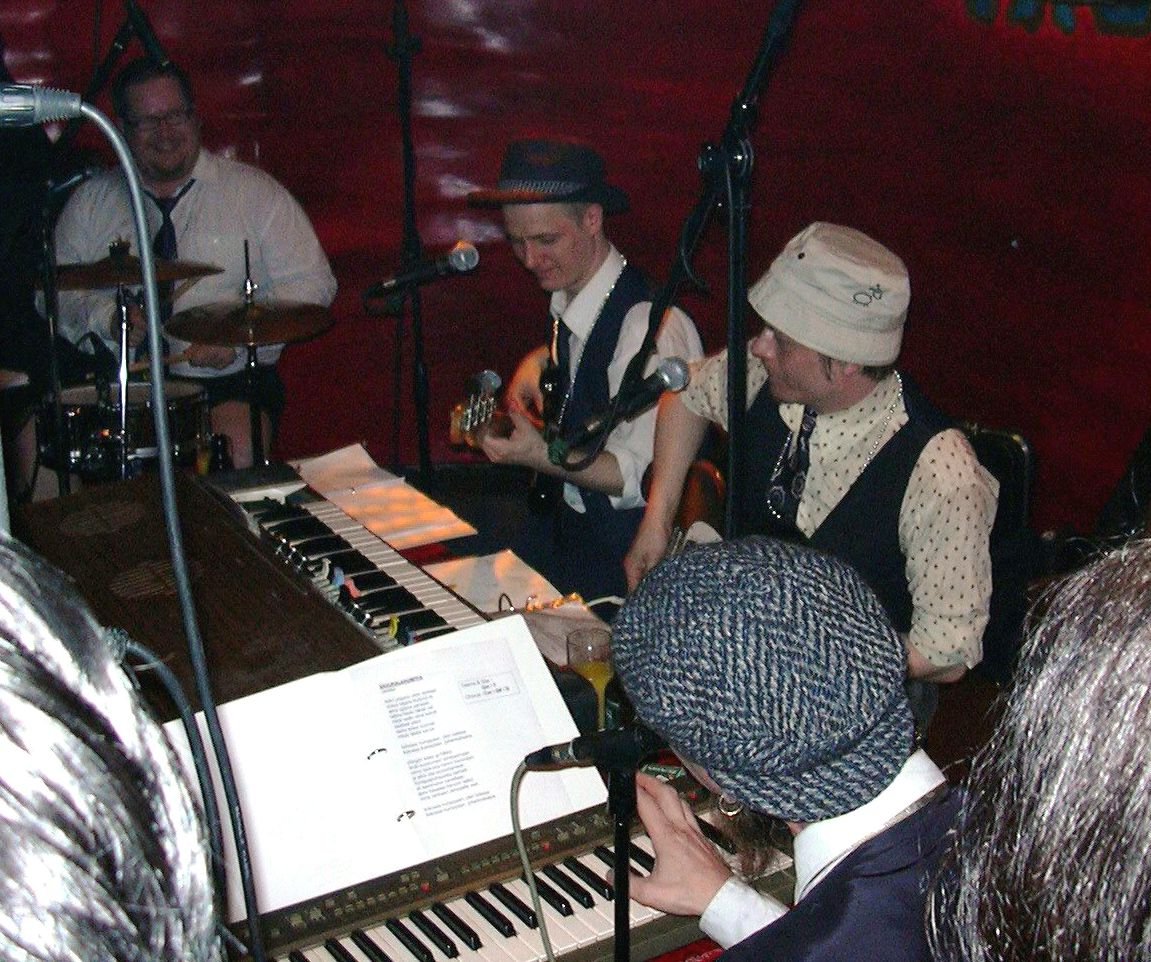
Finländska humppabandet Eläkeläiset

Humppa är en vanlig sällskapsdans i Finland. Humppamusik är besläktad med jazz och mycket snabb foxtrot, och spelas i tvåtakt, vanligen i tempon på 250 till 280 slag per minut. Ordet humppa uppfanns av Antero Alpola, som använde det första gången i ett radioprogram på 1950-talet. Han plockade upp det från Oktoberfest i Tyskland, där människor använde ordet för att beskriva en viss typ av musik som troligen innehöll en tuba. Ljudet på det första slaget lät som hump, och på det andra slaget som pa - jämför med det svenska ljudhärmande oom-pa-pa för tretakt.
Det finns några olika former av humppa. En är besläktad med one-step, där man kliver i takt med musiken ett steg per taktslag. Denna typ av humppa dansas både i sluten, och olika typer av öppen position - det vill säga man växlar mellan att hålla i varandra med bägge händerna, och bara i en hand. En annan typ av humppa är besläktad med two-step, och har lånat lite rytm och rörelser från samba och vals. En tredje form av humppa kallas nilkku, och baseras på rytmen långsam-långsam-snabb-snabb. I det första steget sätter man knappt ner någon vikt, vilket ger ett intryck av att dansarna haltar.
På finska kan ordet humppa även användas om sällskapsdans i allmänhet.
Varje år arrangerar Anders Rixer och Kirsti Isoaho i samarbete med Finska Föreningen och SvenskFinska Sällskapet SM och VM i Samba/Humppa på 
Let's Tango-festivalen i Karlstad.